# Ваньпи (посёлок)
Ваньпи — заброшенный посёлок в Троицко-Печорском районе республики Коми. Располагался на правом берегу реки Печоры на территории современного сельского поселения Митрофан-Дикост.

## История
На топографических картах 1940-х годов и в списке населённых пунктов 1956 года не значится. В 1959 году здесь жили 55 человек. На топографических картах конца 1950-х — I половины 1960-х годов обозначен как лесоучасток Ваньпи. В списках населённых пунктов 1960 и 1968 годов этот посёлок указывался в общем алфавитном перечне поселений Коми АССР как относящийся к Митрофановскому сельскому совету, но в списке селений Митрофановского сельского совета (и соседних сельсоветов) отсутствует. В списке населённых пунктов 1986 года не значится.